# سيغفريد رضا
سيغفريد رضا (بالألمانية: Siegfried Reda)‏ هو ملحن ألماني، ولد في 27 يوليو 1916 في بوخوم في ألمانيا، وتوفي في 13 ديسمبر 1968 في مولهايم أن در رور في ألمانيا.

## وصلات خارجية
- سيغفريد رضا على موقع ميوزك برينز (الإنجليزية)